# The Alphabet of Manliness
The Alphabet of Manliness – bestseller New York Times, humorystyczna książka napisana przez satyryka George Ouzounian, lepiej znanego pod pseudonimem Maddox.

## Publikacja
Maddox zapowiedział książkę 22 lutego 2005 i odsłonił jej tytuł na liście mailowej 18 października 2005. Oficjalnie została ukończona 19 stycznia 2006. Najpierw pojawiła się w księgarniach Barnes and Noble w maju 2006 i dotarła do zamawiających przed premierą 1 czerwca 2006. Książka zadebiutowała na 4 pozycji listy bestsellerów New York Times w kategorii Hardcover Advice/Other i ostatecznie zyskała 2 pozycję. Została opublikowana przez Kensington w Stanach Zjednoczonych i przez Penguin w Wielkiej Brytanii.
Książka jest dedykowana samemu Maddoksowi: "Dla miłości mego życia, przyjaciela duszy i najważniejszej osoby na świecie: Mnie". Poza wstępem, podziękowaniami i indeksem ilustratorów, książka ma 204 strony.
Edycja książki w Wielkiej Brytanii ma usunięte pewne fragmenty. Najważniejsze zmiany to usunięcie części "headbutt to the ovaries" i "back-breaker" z pierwszego rozdziału (A - Ass-kicking). Edycja ta zawiera też disclaimer.

## Rozdziały
Książka składa się z 26 krótkich rozdziałów, każdy odpowiadający jednej literze alfabetu.
- A - Ass-Kicking
- B - Boners
- C - Copping a Feel
- D - Taking a Dump
- E - Enlightenment
- F - Female Wrestling
- G - Gas
- H - Hot Sauce
- I - Irate
- J - Jerky, Beef
- K - Knockers
- L - Lumberjack
- M - Metal
- N - Norris, Chuck
- O - Obedience
- P - Pirates
- Q -Quickies
- R - Road Rage
- S - Sneaking a Peek
- T - Taunting
- U - Urinal Etiquette
- V - Violence
- W - Winner
- X - XXX
- Y - Yelling
- Z - Zombies

### Ilustratorzy
- Bryan Douglas
- Justina Fader
- Louis Fernet-Leclair
- Jim Moore
- John Petersen
- Thomas Pollock Jr.
- Leah Tiscione
- Angelo Vildasol

## Trasa podpisywania książek

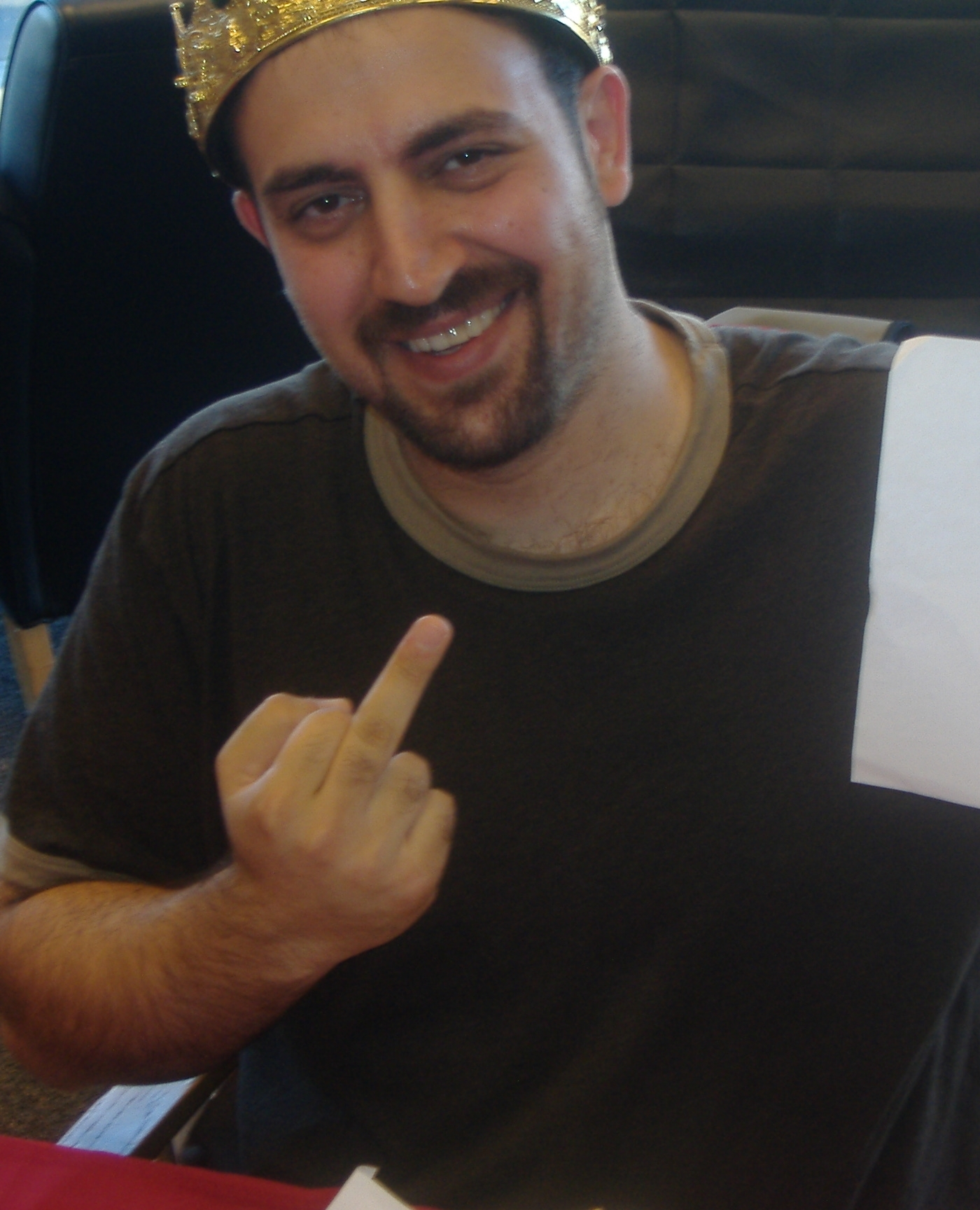
Maddox pokazujący palec środkowy na zdjęciu dla fana, co jest typową pozą dla autora

Po oficjalnym wydaniu The Alphabet of Manliness, Maddox wyruszył w trasę po wielu stanach podpisywać książki, zaczynając od jego rodzinnego Utah. Pierwsza część trasy prowadziła od Salt Lake City na wschodnie wybrzeże i środkowy zachód USA. Druga część trasy, na zachodnie wybrzeże, rozpoczęła się 13 lipca 2006 i skończyła 29 lipca 2006.
Podczas trasy nosił szatę królewską i koronę na głowie. Prowokowało to wielu ludzi do klękania przed nim, często całując jego dłoń.
Na stronie internetowej książki Maddox wypisał listę zasad dla fanów - takich jak unikanie kontaktu wzrokowego lub mówienia bezpośrednio do niego (odwołując się do miejskich legend o znanych osobach jak Hillary Clinton i Shania Twain), odpowiedni ubiór i pozostawanie zawsze w odległości od niego co najmniej 3 stóp (91 cm). Część fanów respektowała te zasady.
Chociaż najczęściej podpisywane były kopie The Alphabet of Manliness, niektórzy ludzie w kolejce prosili o podpis na ubraniu, czy na części ciała (najczęściej piersiach). 